# Amaro Gomes Pedrosa
Amaro Gomes Pedrosa (Bonito, 13 de maio de 1866 — Recife, 24 de agosto de 1954) foi um político brasileiro.
Exerceu o cargo de interventor federal em Pernambuco em 1947.